# Traumatologie sportive
La traumatologie sportive regroupe l’ensemble des lésions macrotraumatiques et microtraumatiques de l’appareil locomoteur en lien avec la pratique de toute activité physique du niveau loisir au niveau compétition, qu’il s’agisse d’une lésion tendineuse, ligamentaire, osseuse ou cartilagineuse.